# Rhodostrophia quadricalcarata
Rhodostrophia quadricalcarata är en fjärilsart som beskrevs av Louis Beethoven Prout 1913. Rhodostrophia quadricalcarata ingår i släktet Rhodostrophia och familjen mätare. Inga underarter finns listade.